# Василівське (Запорізький район)
Васи́лівське — село в Україні, Запорізький районі Запорізької області. Входить до складу Михайлівської сільської громади.
Площа села — 18,6 га. Кількість дворів — 18, кількість населення на 1 січня 2007 року — 33 чол.

## Географія
Село Василівське знаходиться на відстані 1,5 км від села Криничне і за 6 км від міста Вільнянськ. Поруч проходить залізниця, станція Платформа 9 км за 1,5 км.

## Історія
Село утворилось на початку 1920-х років переселенцями із с. Вознесенка.
В 1932–1933 роках селяни пережили сталінський геноцид[джерело?].
10 жовтня 1943 року Василівське було відвойоване Червоною армією в німців у ході німецько-радянської війни.
З 24 серпня 1991 року село входить до складу незалежної України.
День села досі відзначається 10 жовтня.

## Пам'ятки
На західній околиці села знаходиться братська могила радянських воїнів.

## Відомі люди
Народилися:
- Калюжний Павло Павлович — Герой Радянського Союзу.